# Sandusky (Michigan)
Sandusky is een plaats (city) in de Amerikaanse staat Michigan, en valt bestuurlijk gezien onder Sanilac County.

## Demografie
Bij de volkstelling in 2000 werd het aantal inwoners vastgesteld op 2745.
In 2006 is het aantal inwoners door het United States Census Bureau geschat op 2685, een daling van 60 (-2,2%).

## Geografie
Volgens het United States Census Bureau beslaat de plaats een oppervlakte van
4,9 km², geheel bestaande uit land. Sandusky ligt op ongeveer 235 m boven zeeniveau.

## Plaatsen in de nabije omgeving
De onderstaande figuur toont nabijgelegen plaatsen in een straal van 24 km rond Sandusky.